# 任启兴
任启兴（1942年—），男，安徽濉溪人，中华人民共和国政治人物。

## 生平
任启兴是安徽省濉溪县任集东村人。早年考入淮南煤矿学院（现安徽理工大学）、山东煤矿学院，后升任宁夏石嘴山市革命委员会办公室秘书。1983年，任宁夏石嘴山市市长。1993年，任宁夏回族自治区政府副主席。2001年，当选自治区政协主席。